# Lucien Margot
Lucien Margot, né le 19 mars 1893 à Lovatens et mort le 5 juin 1963, est un musicien, éditeur, compositeur et chef de chœur vaudois.

## Biographie
Après l'école primaire et le collège à Payerne et Fribourg, Lucien Margot entre en apprentissage à Zurich, chez Hug Musique. En 1914, il est employé dans une maison de musique en France, mais il est contraint de retourner en Suisse en automne de la même année à cause de la guerre. Il travaille donc chez Foetisch Frères musique à Lausanne. Parallèlement, il s'initie au conservatoire de Lausanne au chant, à l'harmonie et à la direction avec les professeurs Maurice Porta et Justin Bischoff.
En 1919, Lucien Margot est responsable de la succursale Foetisch à Neuchâtel où il prend des cours de chant avec le professeur Ada Guy. En parallèle, il dirige le chœur de l'Église libre de Lausanne. En 1924, il s'installe à Lausanne et tient la gérance du magasin de musique A. Lutz. Il travaille comme marchand de musique, de disques, réparateur et accordeur de piano, directeur de divers chœurs, éditeur et compositeur. En 1930, il quitte la maison Lutz pour se charger de la représentation d'une fabrique italienne d'accordéons. En 1935, il abandonne cette activité et se consacre à la réparation des instruments de musique et à la direction de plusieurs sociétés chorales. La Seconde Guerre mondiale le contraint à travailler dans l'armée comme fourrier.
Lucien Margot traduit également des textes pour chœurs de Schütz, Beethoven, Bach et Cherubini. Son œuvre la plus connue est la Luce de Gruyère, une légende musico-théâtrale. En 1936, il collabore au spectacle Feux sacrés, œuvre de François Olivier, pour les 400 ans de la réforme du Canton de Vaud. Dix ans plus tard, il prend la direction du Folklore, société de chant portant le costume vaudois. Il est l'auteur de cantiques, chants et chansons pour lesquelles il écrit la poésie et la musique. Ainsi, il a écrit plusieurs recueils de chansons pour enfants Fleurettes.
Lucien Margot décède le 5 juin 1963. Un fonds Lucien Margot a été créé à la Bibliothèque cantonale et universitaire de Lausanne.

## Sources
- « Lucien Margot », sur la base de données des personnalités vaudoises sur la plateforme « Patrinum » de la Bibliothèque cantonale et universitaire de Lausanne.